# Bec d'espina occidental
El bec d'espina occidental (Acanthorhynchus superciliosus) és una espècie d'ocell de la família dels melifàgids (Meliphagidae) pròpia d'Austràlia Occidental. No s'han descrit subespècies.

## Morfologia
- Fa 12-15 cm de llarg, amb un pes de 10 grams.[1]
- Mascle amb cap negre separat del dors gris per una banda vermella al coll que l'arriba per la gola fins al pit. Ales grises. Banda blanca sota el bec i sobre els ulls. Zones inferiors blanquinoses.
- Femella amb colors més discrets amb cap gris, separat dels dors per una banda rogenca al clatell.
- Bec prim llarg i corbat.

## Hàbitat i distribució
Boscos i matoll del sud-oest d'Austràlia Occidental.